# Acela Express

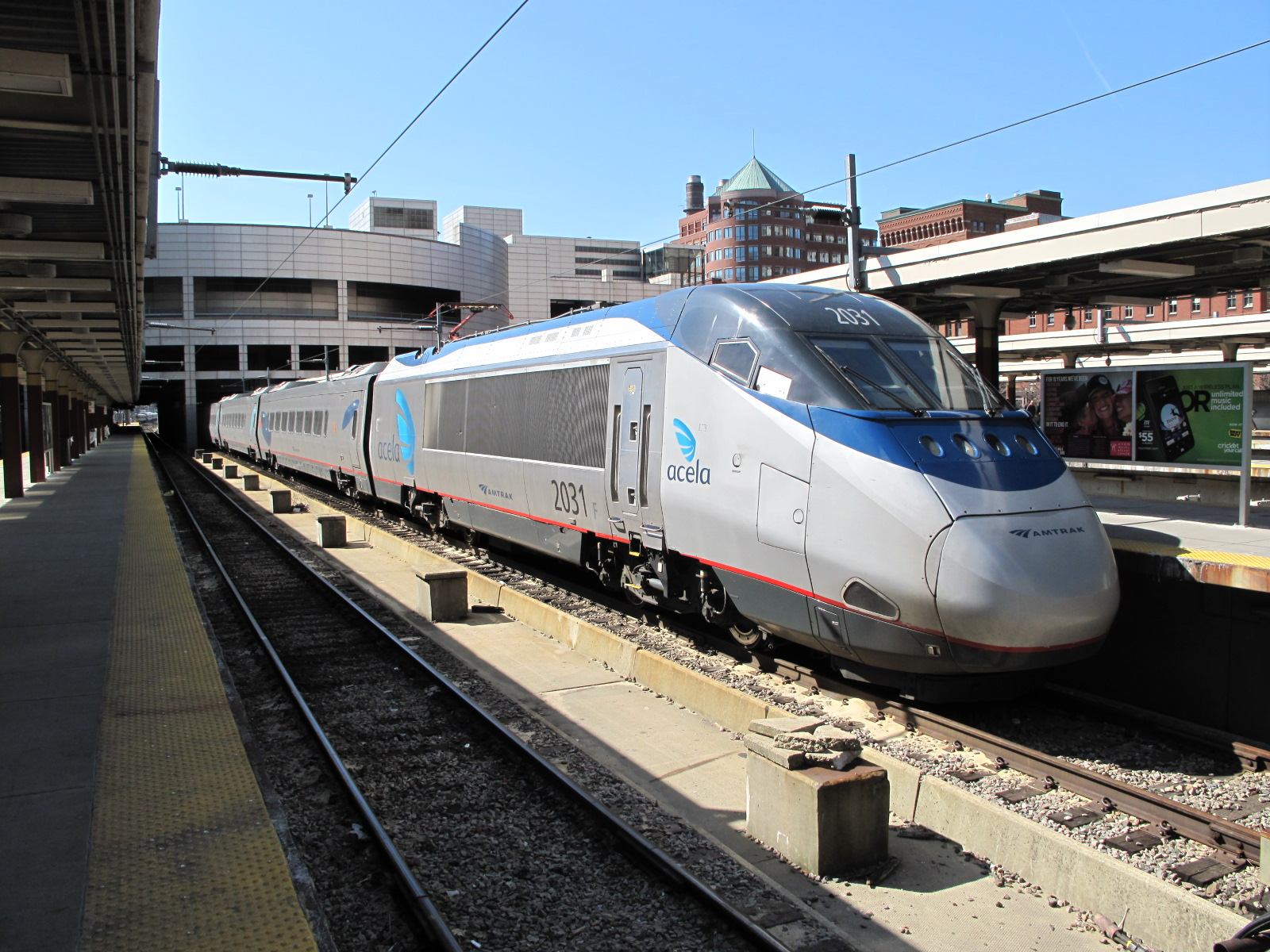
Поезд «Acela Express» в Бостоне

Acela Express (или коротко Acela; произносится «əˈsɛlə», «асела») — американский пассажирский высокоскоростной поезд, принадлежащий фирме «Амтрак». Его максимальная скорость составляет 240 км/ч и он является единственным высокоскоростным поездом на американском континенте. При этом «Acela» эксплуатируется на обычных (но реконструированных) линиях, в связи с чем поезд оборудован устройствами для наклона кузова. Это позволяет лучше вписываться на высокой скорости в кривые малого радиуса.
Регулярная эксплуатация поездов «Acela» началась 11 декабря 2000 года, заменив высокоскоростные поезда Metroliner, однако из-за тогдашних проблем с оборудованием они полностью не заменили их, сделав это только в 2006 году.
Поезда курсируют на северо-востоке США от Вашингтона через Балтимор, Филадельфию, Ньюарк, Нью-Йорк, Нью-Хейвен и Провиденс до Бостона, преодолевая путь в 734 км за 6 часов 38 минут. Поезд составляет серьёзную конкуренцию самолётам: так, на долю «Acela Express» приходится около половины всего пассажиропотока между Вашингтоном и Нью-Йорком, а также 37 % пассажиропотока между Нью-Йорком и Бостоном.
В среднем за год высокоскоростные поезда «Acela» перевозят порядка 3 миллионов пассажиров (например, за 2016 год — 3,4 миллиона). 
Помимо этого, ещё около 7 миллионов пассажиров перевозятся пассажирскими поездами обычного типа, которые имеют большое количество остановок.